# Diocesi di Balanea
La diocesi di Balanea (in latino Dioecesis Balanensis) è una sede soppressa del patriarcato di Antiochia e sede titolare della Chiesa cattolica.

## Storia
Balanea, l'odierna città marittima di Baniyas, fu una sede vescovile della provincia romana della Siria Seconda Salutare nella diocesi civile di Oriente. Faceva parte del patriarcato di Antiochia ed era suffraganea dell'arcidiocesi di Apamea, come attestato in una Notitia episcopatuum del VI secolo. Nel X secolo le liste episcopali la indicano come sottomessa direttamente ad Antiochia.
Quattro sono i vescovi certi di Balanea. Eufrazio assistette al primo concilio di Nicea (325). Timoteo prese parte al brigantaggio di Efeso e e si fece rappresentare al concilio di Calcedonia da Marco di Aretusa. Teodoro sottoscrisse la professione di fede di Paolo di Apamea e dei vescovi della provincia all'imperatore Giustiniano I. Stefano infine partecipò al concilio ecumenico di Costantinopoli del 553.
Durante l'epoca delle Crociate, fu istituita la sede di Valenia o Valania (nel principato d'Antiochia) di rito latino suffraganea dell'arcidiocesi di Apamea. L'arcivescovo intervenne nelle nomine dei vescovi nel 1198 e nel 1215.
Dal XIX secolo Balanea è annoverata tra le sedi vescovili titolari della Chiesa cattolica; la sede è vacante dal 9 dicembre 1994.

## Cronotassi

### Vescovi greci
- Eufrazio † (prima del 325 - 335 esule)
- Timoteo † (prima del 449 - dopo il 451)
- Teodoro † (menzionato nel 536)
- Stefano † (menzionato nel 553)

### Vescovi latini
- Pierre † (menzionato nel 1148)
- Anonimo † (circa 1198 - ?)
- Anonimo † (menzionato il 9 gennaio 1207)
- Eustache † (11 gennaio 1215 - ?)
- Gérard † (menzionato il 26 marzo 1289)

### Vescovi titolari
- Antoine Coudert, O.M.I. † (28 giugno 1898 - 27 giugno 1905 succeduto arcivescovo di Colombo)
- Matthew Gibney † (14 luglio 1910 - 22 giugno 1925 deceduto)
- Charles Heerey, C.S.Sp. † (24 gennaio 1927 - 18 aprile 1950 nominato arcivescovo di Onitsha)
- Ignace Ziadé † (13 dicembre 1950 - 26 gennaio 1952 nominato arcieparca di Beirut)
- Andrije Štambuk † (14 maggio 1955 - 19 agosto 1955 deceduto)
- Edward Francis Joseph Schlotterback, O.S.F.S. † (24 marzo 1956 - 9 dicembre 1994 deceduto)